# Инконель
Инконель (англ. Inconel) — семейство аустенитных никель-хромовых жаропрочных сплавов. Зарегистрированный торговый знак компании Special Metals Corporation. Инконель обычно применяется в разнообразном оборудовании, работающем при высоких температурах или в химически агрессивных средах. Часто название сокращают до «Inco» (иногда «Iconel»). Поскольку название запатентовано, другие фирмы выпускают аналоги сплава с разнообразными названиями, так, для Inconel 625 аналогами являются: Chronin 625, Altemp 625, Haynes 625, Nickelvac 625 и Nicrofer 6020.

## Свойства
Сплавы Инконель стойки к окислению и коррозии. При нагреве Инконеля на его поверхности образуется тонкая устойчивая пассивирующая окисная плёнка, предохраняющая поверхность от дальнейшего разрушения. Инконель сохраняет прочность в широком промежутке температур, поэтому подходит для тех применений, для которых не подходят алюминий или сталь.

### Механическая обработка
Инконель сложен в обработке из-за склонности к наклёпу. Поэтому такие сплавы, как Инконель 718, обрабатывают глубоким, но медленным резанием с использованием твердосплавного инструмента.

### Сварка
Большинство сплавов Инконель плохо сваривается из-за растрескивания и микроструктурного разделения легирующих элементов, хотя есть сплавы, которые свариваются хорошо.

## Сплавы из семейства Инконель
- Inconel 600
- Inconel 625: кислотостойкий, хорошая свариваемость
- Inconel 690: низкое содержание кобальта для атомной промышленности (для уменьшения образования кобальта-60)
- Inconel 718: хорошая свариваемость
- Inconel X-750
- Inconel 751: повышенное содержания алюминия для повышения стойкости при высоких температурах
- Inconel MA758: дисперсноупрочненный, повышенная жаропрочность [4]
- Inconel 939: хорошая свариваемость

## Химический состав сплавов
Сплавы семейства сильно различаются по композициям, но во всех доминирует никель, второй элемент — хром.
| Inconel | Элемент (масс %) | Элемент (масс %) | Элемент (масс %) | Элемент (масс %) | Элемент (масс %) | Элемент (масс %) | Элемент (масс %) | Элемент (масс %) | Элемент (масс %) | Элемент (масс %) | Элемент (масс %) | Элемент (масс %) | Элемент (масс %) | Элемент (масс %) | Элемент (масс %) |
| Inconel | Ni               | Cr               | Fe               | Mo               | Nb               | Co               | Mn               | Cu               | Al               | Ti               | Si               | C                | S                | P                | B                |
| ------- | ---------------- | ---------------- | ---------------- | ---------------- | ---------------- | ---------------- | ---------------- | ---------------- | ---------------- | ---------------- | ---------------- | ---------------- | ---------------- | ---------------- | ---------------- |
| 600     | 72,0             | 14,0-17,0        | 6,0-10,0         |                  |                  |                  | 1,0              | 0,5              |                  |                  | 0,5              | 0,15             | 0,015            |                  |                  |
| 625     | 58,0             | 20,0-23,0        | 5,0              | 8,0-10,0         | 3,15-4,15        | 1,0              | 0,5              |                  | 0,4              | 0,4              | 0,5              | 0,1              | 0,015            | 0,015            |                  |
| 718     | 50,0-55,0        | 17,0-21,0        | balance          | 2,8-3,3          | 4,75-5,5         | 1,0              | 0,35             | 0,2-0,8          | 0.2-0.8          | 0,65-1,15        | 0,35             | 0,08             | 0,015            | 0,015            | 0,006            |

В состав супер-сплава INCONEL MA758 входит также Y (в виде оксида иттрия):
| Inconel | Элемент (масс %) | Элемент (масс %) | Элемент (масс %) | Элемент (масс %) | Элемент (масс %) | Элемент (масс %) | Элемент (масс %) | Элемент (масс %) | Элемент (масс %)         | Элемент (масс %) |
| Inconel | Ni               | Cr               | Fe               | Cu               | Al               | Ti               | C                | Zn               | Y (в виде оксида иттрия) |                  |
| ------- | ---------------- | ---------------- | ---------------- | ---------------- | ---------------- | ---------------- | ---------------- | ---------------- | ------------------------ | ---------------- |
| MA758   | 62,7±0,4         | 29,5±0,4         | 0,8±0,06         | 4,6±0,09         | 0,3              | 0,5              | 0,05             | 2,03±0,07        | 0,5±0,03                 |                  |

## Применение
Инконель часто используется в экстремальных условиях — в газотурбинных двигателях, компрессорах, химических аппаратах, пароперегревателях. Инконель наносят как защитное покрытие аппаратов химической промышленности с помощью высокоскоростного газопламенного напыления. Об использовании инконеля в производстве своего автомобиля Nemesis объявила американская компания Trion Supercars.

## Сплавы

### Инконель MA758
Суперсплав MA758 на основе системы Ni-Cr-Fe получают механическим легированием дисперсными наночастицами оксида иттрия Y2O3.

### Инконель 52, Инконель 52MSS
Сплавы Inconel 52 и Inconel 52MSS на основе системы Ni-Cr-Fe используется в качестве сварочных материалов для сварки изделий из Inconel 690, а также разнородных соединений из сплавов семейства Inconel и Incoloy с углеродистыми, низколегированными и нержавеющими сталями. Позволяют получить высокопрочные соединения устойчивые к радиационной и химической коррозии 

### Инконель 690
Характеризуется превосходной устойчивостью к различным агрессивным средам и высоким температурам. Повышенное содержание хрома обеспечивает высокую стойкость к окисляющим кислотам (в особенности к азотной и плавиковой), солям, а также стойкость к сероводородной коррозии при высоких температурах. Кроме того, данный сплав устойчив к межкристаллитной коррозии и межкристаллитному коррозионному растрескиванию, обладает высокой радиационной стойкостью и устойчивостью к радиационной коррозии. Помимо высокой коррозионной стойкости этот сплав характеризуется жаропрочностью и идеальными технологическими характеристиками. Это делает его оптимальным материалом для производства теплообменных трубок парогенераторов реакторов АЭС .

### Инконель 718
| Элемент      | %     |  |
| ------------ | ----- |  |
| Ni           | 52,50 |  |
| Cr           | 19,00 |  |
| Mo           | 3,00  |  |
| Al           | 0,50  |  |
| Ti           | 0,90  |  |
| Nb           | 5,10  |  |
| C            | <0,08 |  |
| B            | <0.06 |  |
| Fe остальное | 18,86 |  |

Жаропрочный сплав, предназначен для работы при температурах до 700 °C, один из наиболее распространённых сплавов семейства Инконель. Разработан и запатентован (патент США № 3046108 от 24.07.1962), автор Айзелштайн (Eiselstein). В 1970-е годы в США на долю сплава Инконель 718 приходилось свыше 50 % валового выпуска промышленных жаропрочных сплавов.
Сплав вначале применялся как обшивочный материал для сверхзвуковых самолётов. Упрочнение сплава достигается за счёт медленного выделения интерметаллидного соединения никеля с титаном и ниобием. Сплав легко обрабатывется давлением и хорошо сваривается.
Сплав применяется для изготовления лопаток компрессора авиационных двигателей, а также других деталей.
| Обработка                                                                                            | tисп., °C      | Предел прочности σb, кГ/мм² | Предел текучести σ0,2, кГ/мм² | Удлинение δ, % | Длительная прочность σ1000, кГ/мм² |
| --- | -------------- | --------------------------- | ----------------------------- | -------------- | ---------------------------------- |
| Наклёп и старение при720 °C 8 ч.; охлаждение печи до 620 °C 10 ч.; охлаждение на воздухе             | 20 426 538 648 | 153 - -                     | 145 - -                       | 9,5 - -        | - 130 88 31                        |
| Нагрев до 950 °C и старение при 720 °C 8 ч.; охлаждение печи до 620 °C 10 ч.; охлаждение на воздухе  | 20 426 538 648 | 145 - -                     | 122 - -                       | 17,3 - -       | - 120 102 38                       |
| Нагрев до 1065 °C и старение при 720 °C 8 ч.; охлаждение печи до 620 °C 12 ч.; охлаждение на воздухе | 20 426 538 648 | 143 - -                     | 124 - -                       | 20.5 - -       | - 112 95 53                        |

### Инконель X-750
| Элемент   | %    |  |
| --------- | ---- |  |
| Ni        | 73,0 |  |
| Cr        | 18,0 |  |
| Fe        | 6,8  |  |
| остальное | 2,2  |  |

Жаропрочный сплав, предназначен для работы при температурах до 815 °C. Разработан в 1944 году Кларенсом Бибером и Уолтером Самптером в  Хантингтоне (США).
Сплав применяется для создания износостойких коррозионно-стойких промышленных покрытий, изготовления лопаток компрессора авиационных двигателей, а также других деталей, например, пружин, работающих до 650 °C.
|                      | 650 °C 100 часов | 650 °C 1000 часов | 815 °C 100 часов | 815 °C 1000 часов | 982 °C 100 часов | 982 °C 1000 часов |
| -------------------- | ---------------- | ----------------- | ---------------- | ----------------- | ---------------- | ----------------- |
| Длительная прочность | 552              | 469               | 179              | 110               | 24               | -                 |